# Nicolae Carandino
Nicolae Haralambie Carandino (n. 19 iulie 1905, Brăila – d. 16 februarie 1996) a fost un ziarist, cronicar plastic și dramatic, traducător și memorialist român.
A doua zi după 23 august 1944, N. Carandino a primit din partea lui Iuliu Maniu ”ordinul” de a edita noua ediție a ziarului ”Dreptatea” (care a fost interzis în timpul administrației mareșalului Antonescu). Sub coordonarea lui N. Carandino, ”Dreptatea” a fost cel mai important ziar al opoziției democratice anticomuniste, fiind însă interzis de două ori de către noile autorități, aflate în subordonarea sovieticilor.
Nicolae Carandino a fost internat în Lagărul de la Târgu-Jiu în (1942).
Arestat în 1947, ca urmare a ”înscenării de la Tămădău”, anchetat, judecat în cadrul procesului fruntașilor Partidului Național-Țărănesc.
Condamnat în același an la 6 ani temniță grea, 2 ani de degradare civică, confiscarea averii și 1.000 de lei cheltuieli de judecată. În închisoarea de la Sighet, N. Carandino l-a îngrijit pe Iuliu Maniu în ultimele luni de viață, fiind martor la agonia și moartea sa; marele politician i-a împărtășit ”testamentul politic” și ”testamentul religios”, publicate în cartea sa de memorii, Nopți albe și zile negre. Memorii din închisorile și lagărele comuniste.
A fost deținut în realitate 9 ani în închisorile din Galați, Sighet și București. Domiciliu forțat, până în 1962, în Bărăgan, la Bumbăcari și Rubla.
După o tăcere de aproape 19 ani, revine în presă cu numeroase cronici teatrale, plastice și traduceri.
Memoriile sale de după 1944 au circulat ca samizdat în mediile literare din țară, fiind publicate pentru prima dată în volum la editura „Dreptatea“ din New York, sub titlul „Zile de istorie“ (1986).
După cum a explicat Paul Lăzărescu, prietenul lui Carandino și deținătorul manuscrisului originar, ”Zile de istorie” nu era titlul dat de autor, care a intitulat lucrarea Nopți albe și zile negre. Memorii din închisorile și lagărele comuniste (vezi ediția îngrijită de Paul Lăzărescu și publicată în 2017 de către Fundația Academia Civică).

## Studii
- Liceul „N. Bălcescu“ din Brăila (1923)
- Licența în drept la București (1926)
- Trei ani de studii de doctorat la Paris

## Debut
- În Franța la revista „1930“ (1930),

## Activitate profesională
- Prim-redactor la „Facla“ (1930 - 1938)
- „Credința“
- „Lumea românească“
- „Reporter“
- „Azi“
- „Floarea de foc“
- „Dimineața“
- „Curentul“
- „Rampa“ (redactor șef, 1942 - 1945)
- „Bis“ (redactor șef, 1941 - 1942)
- Vicepreședinte al Uniunii Ziariștilor Profesioniști (1938 - 1944)
- Director al Teatrului Național din București
- Director general al teatrelor și operelor (1945)
- Redactor șef și director la „Dreptatea“ (1945 - 1947)

## Pseudonime
- Ajax („Cuvîntul“, între anii 1926 - 1928 și „Facla“, cu Ion Vinea, pînă în 1934. După acest an, pseudonimnul Ajax a fost folosit la „Facla“ numai de N. Carandino)
- Ali-Baba
- Antipater
- Argoman (la „Săptămîna culturală“, 1971)
- Aster
- Asterisc
- N. Car.
- Cara-Onid
- N. CRD.
- N. Grecu
- Kalvincar (ultim ul cu Ion Vinea și L. Kalustian, la „Facla“)
- Nekar
- Richard inimă de leu
- Traian Nicodim
- – trei – (ultimul cu Oscar Lemnaru, Badea Marinescu și C. Panaitescu, la „Facla“)

## Volume
- „Viața de glorie și pasiune a marii cîntărețe Darclée“, București 1939
- „De la Electra la Dama cu Camelii“, București 1971
- „Autori, piese și spectacole“, București 1973
- „Actori de ieri și de azi“, Cluj 1973
- „Radiografii teatrale“, București 1976
- „De la o zi la alta“, I, București 1979
- „Teatrul așa cum l-am văzut (1935 - 1946)“, București 1986
- „Nopți albe, zile negre“, memorialistică, București 1992; N. Carandino, Nopți albe și zile negre. Memorii din închisorile și lagărele comuniste, ediție îngrijită de Paul Lăzărescu, note de Andrea Dobeș (București: Fundația Academia Civică, 2017);
- „Rezistența - prima condiție a victoriei“, articole politice apărute în „Dreptatea“ (1944 - 1947), București 2000

## Traduceri
- M. Raval – „Istoria Parisului“, București 1942
- Sophocles – „Electra“, București 1974
- Ioanna Tsatsos – „Jurnal de ocupație“, București 1980
- E. Averoff-Tossitza – „Cînd zeii ne binecuvîntau“, București 1981